# محلب (توابل)

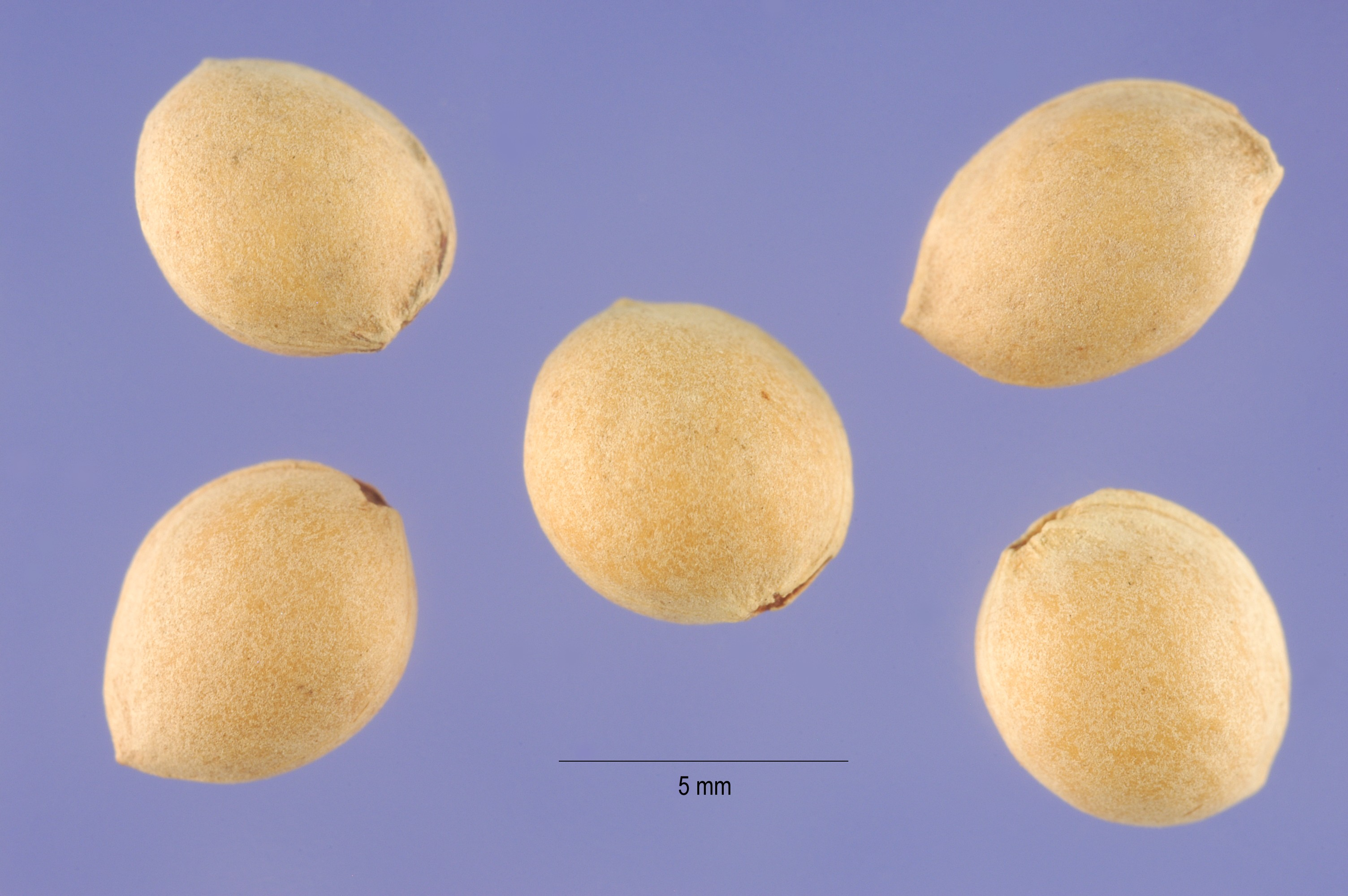
لب كرز المحلب والذي يحوي البذرة في داخله

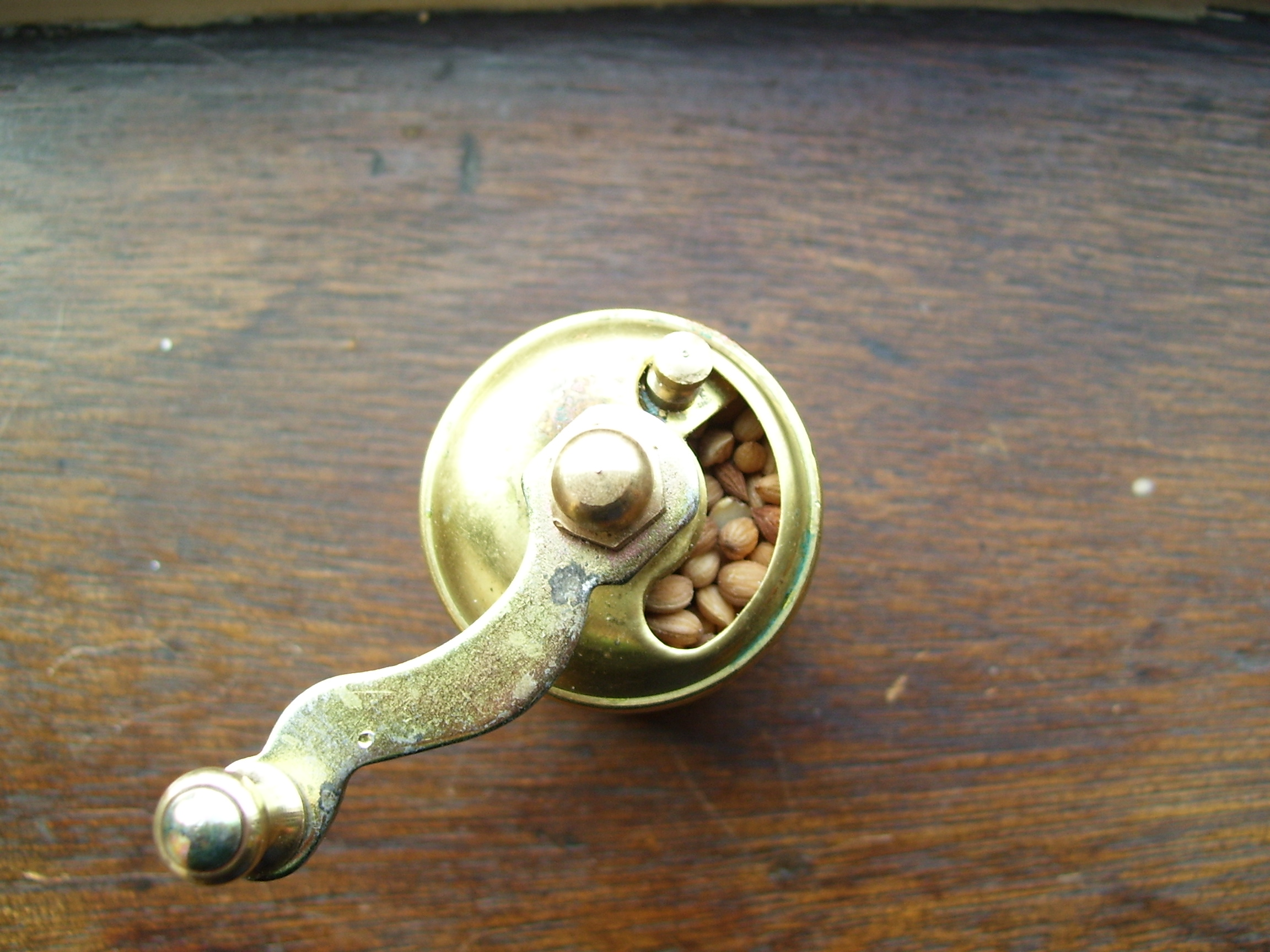
حبوب محلب في طاحونة يدوية

محلب أو محلبي هو نوع من التوابل ذات رائحة عطرية مصنوع من بذور كرز المحلب. يتم تكسير بذور الكرز لاستخراج النواة، والتي يبلغ قطرها حوالي 5 مم، تكون النواة لينة ومن السهل لعسها عند استخراجها. تطحن نواة البذور إلى مسحوق قبل الاستخدام. نكهة هذا المسحوق شبيه الطعم لمزيج من اللوز المر والكرز، ويشبه طعمه أيضًا المرصبان.
يستخدم المحلب بكميات صغيرة لتقوية مذاق الكعك والأطعمة الحلوة،  ويستخدم أيضا في إنتاج جبنة التريس.
يستعمل المحلب كنكهة مضافة للمأكولات المخبوزة في الشرق الأوسط والمناطق المجاورة به؛ وهي وصفة يتم استعمالها في هذه المناطق منذ عدة قرون. تعود الوصفات التي تستخدم فاكهة أو بذرة المحلب إلى سومر القديمة حيث سمي هنالك ب«اللوب». في العقود الأخيرة، بدأ استعماله بشكل تدريجي والكتابة عنه في كتب الطبخ المشهورة باللغة الإنجليزية.
في المطبخ اليوناني، يضاف المحلب أحيانًا إلى أنواع مختلفة من خبز تسوريكي التي يتم خبزه بالاعياد، بما في ذلك خبز عيد الميلاد، وفاسيلوبيتا التي تخبز في رأس السنة الجديدة وخبز عيد الفصح الذي يدعى cheoreg بالأرمينية وباسكاليا كورسي باللغة التركية ويكون شكله ملتو كالضفائر.
في تركيا، يتم استخدامه في تحضير كعك poğaça والمعجنات الأخرى. في الشرق الأوسط العربي، يتم استخدامه في تحضير كعك المعمول. في مصر، يتم تصنيع مسحوق المحلب وتحويله لعجينة التي يتم إضافة العسل وبذور السمسم والمكسرات اليها، وبالتالي تُؤكل كحلوى أو كوجبة خفيفة مع الخبز.